# Erythrolamprus frenatus
Erythrolamprus frenatus — вид змій родини полозових (Colubridae). Мешкає в Південній Америці.

## Поширення і екологія
Erythrolamprus frenatus мешкають на півдні Бразилії, в Парагваї та на північному сході Аргентини. Вони живуть в саванах серрадо і чако та у пампі, на висоті до 1100 м над півнем моря.